# Ixamatus
Ixamatus là một chi nhện trong họ Nemesiidae.
Ixamatus được miêu tả năm 1887 bởi Simon.

## Các loài
Ixamatus có các loài sau:
- Ixamatus barina Raven, 1982
- Ixamatus broomi Hogg, 1901
- Ixamatus caldera Raven, 1982
- Ixamatus candidus Raven, 1982
- Ixamatus fischeri Raven, 1982
- Ixamatus lornensis Raven, 1985
- Ixamatus musgravei Raven, 1982
- Ixamatus rozefeldsi Raven, 1985
- Ixamatus varius (L. Koch, 1873)
- Ixamatus webbae Raven, 1982